# Bayham
Bayham es un municipio canadiense situado en la provincia de Ontario.

## Superficie
Bayham tiene una superficie de 244,6 km².

## Demografía
En 2021, tenía 7096 habitantes, una densidad poblacional de 29 hab./km², y 2435 viviendas.